# Eidai S.C.
El Eidai Soccer Club (永大産業サッカー部 Eidai Sangyō Sakkā-Bu?) fue un club de fútbol de Japón de la ciudad de Hirao en el Distrito de Kumage, Prefectura de Yamaguchi. Fue fundado en 1972 y disuelto en 1977. Jugaba en la Japan Soccer League.

## Historia
El club fue fundado siguiendo la caída del original club del Nagoya Mutual Bank. En 1973 ascendió a la Segunda División de la Japan Soccer League y al año siguiente a la Primera División. En su primera temporada en la máxima categoría llegó a la final de la Copa del Emperador, aunque cayó ante Yanmar Diesel por 2-1.
En 1976 el Eidai tuvo otra oportunidad para lograr la gloria en una copa nacional cuando alcanzó la final de la Copa Japan Soccer League, pero perdieron nuevamente 2-1, esta vez con Mitsubishi Motors. Con el aumento de los costos de funcionamiento de un equipo de primera división de la prefectura de Yamaguchi, a medio camino entre Toyo Industries y Nippon Steel, Eidai Industries decide disolver su equipo en marzo de 1977. Así, Fujitsu, que había ganado el torneo de Segunda División, pero había perdido la promoción ante el Toyota, fue ascendido de todos modos.

## Uniforme
- Uniforme titular:

- Uniforme alternativo:

## Datos del club
- Temporadas en Primera División: 3.
- Temporadas en Segunda División: 1.
- Mayor goleada conseguida:
  - En campeonatos nacionales: 6-1 a Toyota Motors.
- Mayor goleada recibida:
  - En campeonatos nacionales: 2-7 de Furukawa Electric.
- Mejor puesto en la liga: 5° puesto.
- Peor puesto en la liga: 9° puesto.

## Palmarés

### Títulos nacionales
- Segunda División (1): 1973.
- Subcampeón de la Copa del Emperador (1): 1974.
- Subcampeón de la Copa Japan Soccer League (1): 1976.

## Nombres del club
- 1972-1975: Eidai Industries S.C.
- 1976: Eidai S.C.